# MTV România
MTV România a fost un canal de televiziune privat din România specializat pe emisiuni muzicale. A fost lansat pe 15 iunie 2002, cu ocazia concertului lui Enrique Iglesias de pe stadionul Lia Manoliu. MTV a preluat licența audioviziuală folosită până atunci de MCM România, versiunea românească a canalului francez de muzică MCM. După revânzarea licenței, Viacom a decis închiderea lui pe 1 martie 2019 și înlocuirea lui cu MTV Europe, acesta din urmă ajungând să se redifuzeze în întreaga Românie începând cu toamna anului 2019. 
Din 30 decembrie 2019, MTV Europe a fost introdus pe cablu și la RCS & RDS (DIGI) și conține audio bilingv: engleză și maghiară, dar și subtitrare în limba română la majoritatea emisiunilor, acum difuzând mai mult producții MTV și mai puțină muzică. Informații suplimentare pot fi găsite și aici: https://www.paginademedia.ro/2019/04/mtv-europe-cu-feed-de-romania-a-intrat-in-grila-upc

## Istoric
Pe data de 18 decembrie 2007, Pro TV SRL a preluat licența MTV România de la compania Music Television System SRL din București, semnând un contract cu Viacom International Media Networks din Londra.
Din data de 8 martie 2016, MTV România nu se mai recepționează pe rețeaua de televiziune Digi TV și de atunci acesta a dispărut 50% din suprafața României.
Ultima melodie difuzată pe canalul de televiziune MTV România este "I Did It Mama", de la Alexandra Stan.
Din data de 1 aprilie 2019, postul a reapărut în grila UPC România (vezi informații aici https://www.paginademedia.ro/2019/04/mtv-europe-cu-feed-de-romania-a-intrat-in-grila-upc ) sub numele MTV Europe și conține subtitrări în limba română. De asemenea, din data de 30 decembrie 2019, a reapărut și în grila de cablu RCS & RDS (DIGI România). Și aici conține subtitrare în limba română și două limbi audio: maghiară și engleză. Așadar, postul s-a închis, dar a revenit în scurt timp sub numele: MTV Europe.

## Emisiuni

### 2002-2007
Mai multe emisiuni sunt realizate la nivel local, cu muzică și artiști români. Unele dintre cele mai populare emisiuni de pe canal sunt versiunea românească a Total Request Live, Hitlist România și Dance Floor Chart. De asemenea, MTV România a prezentat reality show-uri în principal americane, dar și locale, precum Dance Star în 2006. De la lansare, canalul a difuzat mai multe emisiuni TV și desene animate, precum The Osbournes, Yo Momma, Pimp My Ride, Punk'd, Boiling Points, Daria, Beavis and Butt-head, Where My Dogs At?. Câteva emisiuni clasice sunt încă după mai mulți ani, în principal Party Zone, Stylissimo, Yo! MTV Raps. Alte emisiuni, cum ar fi versiunile locale ale lui Chill Out Zone, Alternative Nation sau Superock au fost difuzate pe MTV România.

MTV logo folosit până în 2011

## Popularitate
Circa 65% din muzica difuzată pe post a fost de sorginte internațională, iar 35% locală. Proporția emisiunilor internaționale este de 80% în comparație cu cele locale care constituie 20% din grila de programe MTV România. Cele mai populare producții ale studiourilor MTV din București sunt Total Request Live, Hitlist Romania și Dance Floor Chart. În 2006, MTV România a organizat un reality show, Dance Star, un format de concurs pentru dans cu marele premiu în valoare de 3 000 de euro, plus colaborarea cu o trupă cunoscută. 
Printre emisiunile internaționale care s-au bucurat de succes în audiența națională se numără Pimp My Ride, Punk'd și Boiling Points. Cele mai cunoscute gazde MTV România au fost Diana Munteanu, Liviu Stanciu, Vj Wanda, Ella Voineag, Mircea Zara, Vj Karina, Dj Dox, Vj Raru. În prezent la MTV, VJ Oana Tache realizează și prezintă două emisiuni: MTV Fresh și Top 10 Most Viewed on MTV.

### 2014
Pe 13 februarie, MTV România a adoptat o nouă identitate vizuală. Astfel, MTV România a devenit ultima stație din Europa unde noua grafică a fost implementată. 
MTV România a lansat în 2014, grila de primăvară sub sloganul "La MTV tu ești VIP". Printre noile emisiuni se regăsesc: MTV Ultra Hits, MTV Videography, TOP 10, MTV Official Chart, MTV Double Dop, MTV The Year You Were Born, dar rămân în atenția fanilor MTV și celelate producții deja existente în grilă cum ar fi: MTV Fresh, MTV Classic, MTV Love Rulz, MTV Karaoke, MTV Rocks sau Top 10 Most Viewed On MTV.

## Venituri
În anul 2007, MTV România a avut o cifră de afaceri de 7,3 milioane de lei și un profit net de 0,05 milioane de lei.

## MTV Romania Music Awards
MTV România a organizat în fiecare an până în 2007, într-un oraș diferit, o gală de decernare a premiilor industriei muzicale românești, similară cu MTV Video Music Awards. Printre artiștii internaționali care au fost invitați la acest eveiment se numără Sugababes, Scooter, Kevin Lyttle, Kosheen, Laura Pausini, Uniting Nations, Dina Vass, Sylver și alții.

### MTV European Music Awards
În fiecare an MTV România transmite LIVE dintr-un oraș european ceea ce se numește " Cel mai important show muzical " din Europa. Acest spectacol se vrea a fi varianta europeană a show-ului american MTV Video Music Awards.